# Castel di Ieri
Castel di Ieri est une commune de la province de L'Aquila dans les Abruzzes en Italie.

## Histoire
- Le Temple italique de Castel di Ieri

### Communes limitrophes
Castelvecchio Subequo, Cocullo, Goriano Sicoli, Raiano, Molina,  Gallano

## Administration
| Période                                  | Période      | Identité                | Étiquette | Qualité |
| ---------------------------------------- | ------------ | ----------------------- | --------- | ------- |
| 23 avril 1995                            | 13 juin 2004 | Donato Santilli         |           |         |
| 14 juin 2004                             | 30 mars 2010 | Cinzia Domenica Carlone |           |         |
| 31 mars 2010                             | En cours     | Fernando Fabrizio       |           |         |
| Les données manquantes sont à compléter. |              |                         |           |         |